# Хајдоше
Хајдоше (словен. Hajdoše) је насељено место у општини Хајдина, Подравска регија, Словенија.

## Историја
До територијалне реорганизације у Словенији било је у саставу старе општине Птуј.

## Становништво
У попису становништва из 2011. године, Хајдоше је имало 628 становника.
| Број становника према пописима | Број становника према пописима | Број становника према пописима |
| ------------------------------ | ------------------------------ | ------------------------------ |
| 1991                           | 2002                           | 2011                           |
| 615                            | 595                            | 628                            |

Напомена: Године 2007. извршена је мања размена територија између насеља Хајдоше и Словења вас.